# Gustaf Boivie
Gustaf Carl Fredrik Boivie (* 27. November 1864 in Stockholm; † 12. Januar 1951 in Ängelholm) war ein schwedischer Sportschütze.

## Erfolge
Gustaf Boivie nahm an den Olympischen Spielen 1912 in seiner Geburtsstadt Stockholm teil. Im Wettbewerb mit dem Kleinkalibergewehr über 25 m auf ein verschwindendes Ziel wurde er Olympiasieger in der Mannschaftskonkurrenz neben Johan Hübner von Holst, Vilhelm Carlberg und Eric Carlberg. Mit 220 Punkten war er dabei der schwächste Schütze der Mannschaft. Die Einzelkonkurrenz beendete er auf dem 15. Rang. Mit der Duellpistole über die 30-Meter-Distanz wurde er Elfter, mit der Freien Pistole kam er nicht über den 42. Platz hinaus.